# Колонна Победы
Колонна Победы — монумент в форме колонны, сооружённый в честь триумфа войск того или иного государства. Как правило, на её вершине возвышается статуя богини победы — Виктории. В Германии это часто статуя женщины, олицетворяющей немецкую нацию, в Америке — богиня свободы или Колумбия, в Великобритании — статуя Британии, орла или военного деятеля.